# Hana Mae Lee
Hana Mae Lee (Valle de San Fernando, California, 28 de septiembre de 1988) es una actriz, modelo, comediante y diseñadora de moda estadounidense. Es conocida por interpretar el papel de Lilly Onakuramara en la serie de películas de comedia musical Pitch Perfect (2012-2017) y el papel de Sonya en la película de comedia-terror The Babysitter (2017) y su secuela de 2020. Lee también es dueña de la línea de moda Hanamahn.

## Filmografía

### Cine
| Año  | Título                       | Director                                       | Papel                       | Nota          |
| ---- | ---------------------------- | ---------------------------------------------- | --------------------------- | ------------- |
| 2006 | The Dog Problem              | Scott Caan                                     | Chica del café              | Sin acreditar |
| 2007 | Hitler's Bowl                | Matt Gamboa                                    | Virginia                    | Cortometraje  |
| 2007 | Eli's Liquor Store           | Ver listaArnold Chun Alonzo F. Jones           | Emma Lee Chung              |               |
| 2011 | It's a Match                 | Arnold Chun                                    | Alice Quinn                 | Cortometraje  |
| 2012 | Pitch Perfect                | Jason Moore                                    | Lilly Onakuramara           |               |
| 2014 | Let's Get Digital            | Daryl Wein                                     | Geneva                      | Cortometraje  |
| 2015 | Pitch Perfect 2              | Elizabeth Banks                                | Lilly Onakuramara           |               |
| 2015 | Jem and the Holograms        | Jon M. Chu                                     | Roxy                        |               |
| 2016 | Unleashed                    | Finn Taylor                                    | Nina                        |               |
| 2017 | The Babysitter               | McG                                            | Sonya                       |               |
| 2017 | Love Beats Rhymes            | RZA                                            | Julie                       |               |
| 2017 | Pitch Perfect 3              | Trish Sie                                      | Lilly Onakuramara           |               |
| 2018 | Frat Pack                    | Michael Philip                                 | Shu                         |               |
| 2019 | Shady Friend                 | Andrew Disney                                  | Bunny                       | Cortometraje  |
| 2020 | Processing                   | Renetta G. Amador                              | Ver listaJessica Oficial IA | Cortometraje  |
| 2020 | The Babysitter: Killer Queen | McG                                            | Sonya                       |               |
| 2021 | Conductor                    | Alex Noyer                                     | Maitreya                    | Sin acreditar |
| 2021 | Phobias                      | Ver listaCamilla Belle Maritte Lee Go Joe Sill | Sami                        |               |
| 2021 | Habit                        | Janell Shirtcliff                              | Jewel                       |               |
| 2023 | Abruptio                     | Evan Marlowe                                   | Chelsea (voz)               |               |

### Televisión
| Año       | Título                                  | Papel                       | Nota           |
| --------- | --------------------------------------- | --------------------------- | -------------- |
| 2011      | Mike & Molly                            | Soo-Jin                     | 1 episodio     |
| 2011      | Workaholics                             | Hannah                      | 1 episodio     |
| 2012-2013 | Lips                                    | Endora                      | 2 episodios    |
| 2014      | Marry Me                                | Fantasia Yang               | 1 episodio     |
| 2014      | Super Fun Night                         | Frankie                     | 3 episodios    |
| 2014      | Californication                         | Me Suk Kok                  | 1 episodio     |
| 2015      | Resident Advisor                        | PJ                          | 1 episodio     |
| 2015      | Ur in Analysis                          | Mara                        | Película de TV |
| 2016      | Serious Music                           | Hybiscus                    | 1 episodio     |
| 2016      | Better Things                           | Trieste                     | 1 episodio     |
| 2016      | No Tomorrow                             | Marlo Miyamoto              | 2 episodios    |
| 2016-2019 | Those Who Can't                         | Julie                       | 6 episodios    |
| 2017      | Patriot                                 | Numi                        | 7 episodios    |
| 2017      | Haunters: The Musical                   | Anna                        | 8 episodios    |
| 2018      | Alone Together                          | Gigi                        | 1 episodio     |
| 2019      | Ryan Hansen Solves Crimes on Television | Carol                       | 1 episodio     |
| 2019      | Perpetual Grace, LTD                    | Scotty Sholes               | 5 episodios    |
| 2019      | Artista Obscura                         | Day Bÿtch                   | Película de TV |
| 2021      | Ultra City Smiths                       | Christina                   | 6 episodios    |
| 2022      | Discover Indie Film                     | Ver listaJessica Oficial IA | 1 episodio     |